# Felipe Macedo
Felipe Francisco Macedo (São Miguel do Araguaia, 27 marzo 1994) è un calciatore brasiliano, difensore svincolato.

## Caratteristiche tecniche
È un difensore centrale.